# 离巨星二十英尺
《离巨星二十英尺》（英語：20 Feet from Stardom）是一部2013年摩根·内维尔导演、Gil Friesen监制的美国音乐题材纪录片。讲述几位幕后女声Darlene Love, Merry Clayton, Claudia Lennear, Lisa Fischer, Tata Vega和Judith Hill等伴唱女歌手的故事，他们曾为20世纪最著名的流行歌手们当绿叶，并见证了流行音乐史。獲選第85屆國家評論協會獎五佳紀錄片，並获得第86届奥斯卡金像奖最佳纪录片。

## 演员
- 達琳·洛芙
- Judith Hill
- Merry Clayton
- Lisa Fischer
- Táta Vega
- Jo Lawry
- Stevvi Alexander
- Lou Adler
- Patti Austin
- Chris Botti
- 雪瑞兒·可洛
- 米克·贾格尔
- Gloria Jones
- David Lasley
- Claudia Lennear
- Lynn Mabry
- 貝蒂·蜜勒
- Janice Pendarvis
- 布魯斯·斯普林斯廷
- 史汀
- The Waters (Oren, Maxine and Julia Waters)
- 史提夫·汪达
- Susaye Greene

资料片
- 雷·查爾斯
- 麥可·傑克森
- Luther Vandross

## 发行
2013年1月17日于圣丹斯电影节上首映，后被韦恩斯坦电影公司买下发行权，并于同年6月14日在美国上映，影片的国际发行方为 Elle Driver / Wild Bunch。此外，影片也参加过许多影展，如South by Southwest影展、True/False影展、Full Frame纪录片影展、夏威夷国际电影节、费城音乐节、RiverRun国际影展、旧金山电影节、西雅图国际电影节、Montclair影展等等。

## 反响
影片获得一致的好评，Metacritic上24家媒体综评83分。美国票房483万美元，加上海外成绩累计580万。